# Baccharis jelskii
Baccharis jelskii là một loài thực vật có hoa trong họ Cúc. Loài này được Hieron. ex Sodiro mô tả khoa học đầu tiên năm 1901.